# 密叶紫菀
密叶紫菀（学名：Aster pycnophyllus）是菊科紫菀属的植物。分布于印度、缅甸以及中国大陆的云南、西藏等地，生长于海拔1,830米至3,800米的地区，常生长在草地、亚高山山地或灌丛中，目前已由人工引种栽培。